# عماد برناط

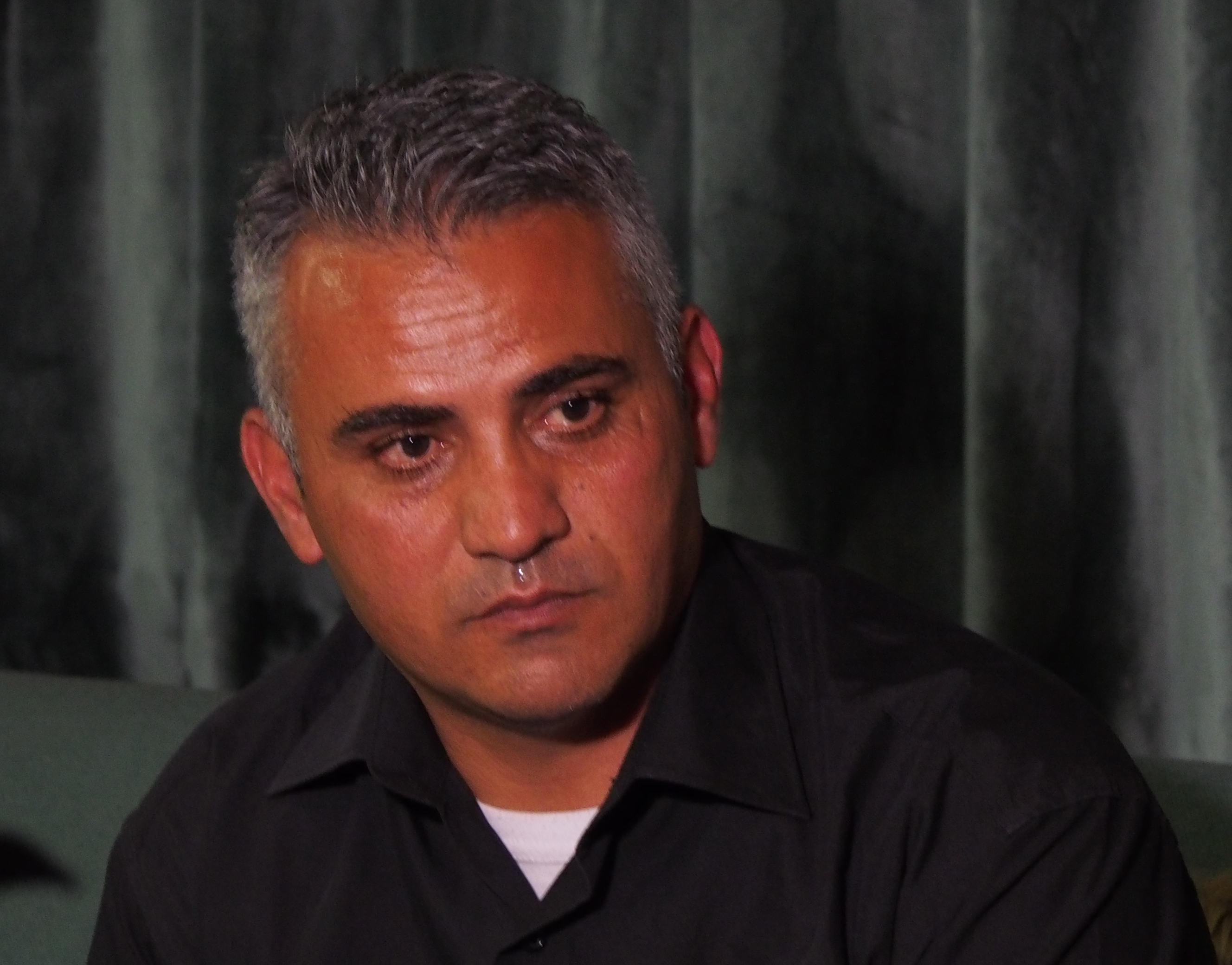
عماد برنات در سال ۲۰۱۵

عماد بُرناط کشاورز و فیلمساز فلسطینی است.   او نخستین فلسطینی است که نامزد دریافت جایزه اسکار بهترین فیلم مستند شده است . 

## فیلم
مستند وی با عنوان پنج دوربین شکسته، تجربه دست اولی از زندگی و تظاهرات در بیلین ، روستایی در کرانه باختری مجاور شهرک های اسرائیلی است. این فیلم به کارگردانی برنات و گای دیویدی، فیلمساز اسرائیلی ساخته شده است. این فیلم در فصل هایی پیرامون تخریب هرکدام از دوربین های برنات ساخته شده است و فیلم زیر سیر تکاملی یک خانواده در طول پنج سال تظاهرات روستا است. 
پنج دوربین شکسته محصول مشترک فلسطین و اسرائیل و فرانسه است. هم سبک شخصی فیلم و هم خصوصاً کار بورنات با یک فیلمساز اسرائیلی، به دلیل ادامه تحریم اسرائیل به عنوان یک تاکتیک علیه آپارتاید، در بین جامعه فلسطین جنجالی بوده است. با این حال، این تحریم هرگز به معنای تحریم فعالان اسرائیلی نبود و مشکل از آنجا شروع شده که پس از نامزدی این فیلم در اسکار در سال ۲۰۱۲ ادعای مالکیت فیلم از سوی اسرائیل مطرح شد. 